# Municipio de José Azueta
El municipio de José Azueta se encuentra ubicado en la zona sur del Estado mexicano de Veracruz, en la denominada Región del Papaloapan. Es uno de los 212 municipios de la entidad. Está ubicado en las coordenadas 18°4′27.8″N 95°42′29.1″O / 18.074389, -95.708083 y cuenta con una altura de 10 m s. n. m.
El municipio lo conforman 148 localidades en las cuales habitan 22.920 personas. Es un municipio categorizado como semiurbano.
Sus límites son:
- Norte: Tlacotalpan y  Amatitlán
- Sur: Playa Vicente
- Este:  Isla
- Oeste: Chacaltianguis,  Cosamaloapan y el Estado de Oaxaca

José Azueta tiene un clima principalmente tropical con lluvias casi todo el año.
El municipio de José Azueta celebra sus tradicionales fiestas en Semana Santa, después de éstas celebra su tradicional carnaval el cual es el más alegre de la cuenca, y finalmente en el mes de noviembre se celebran las fiesta patronales de Cristo Rey.